# Peter Wirnsberger
Peter Wirnsberger (ur. 13 września 1958 w Vordernbergu) – austriacki narciarz alpejski, wicemistrz świata i wicemistrz olimpijski oraz zdobywca Małej Kryształowej Kuli w klasyfikacji zjazdu.

## Kariera
W zawodach Pucharu Świata Peter Wirnsberger zadebiutował 17 grudnia 1976 roku w Val Gardena, zajmując siódme miejsce w zjeździe. Tym samym już w swoim debiucie wywalczył pierwsze pucharowe punkty. W swoim trzecim starcie w zawodach tego cyklu po raz pierwszy stanął na podium, 8 stycznia 1977 roku w Garmisch-Partenkirchen zajmując trzecie miejsce w zjeździe. W zawodach tych wyprzedzili go tylko dwaj rodacy: Franz Klammer i Ernst Winkler. W pozostałych zawodach sezonu 1976/1977 jeszcze kilkakrotnie plasował się w czołowej dziesiątce, ale na podium już nie stanął. Dało mu to 24. miejsce w klasyfikacji generalnej oraz ósme w klasyfikacji zjazdu. W sezonie 1977/1978 punktował cztery razy, w tym dwukrotnie stawał na podium: 18 grudnia 1977 roku w Val Gardena był drugi, a cztery dni później w Cortina d’Ampezzo trzeci w zjeździe. W lutym w 1978 roku brał udział w mistrzostwach świata w Garmisch-Partenkirchen, gdzie zjazd ukończył na dziewiętnastej pozycji.
Pierwsze zwycięstwo w zawodach PŚ odniósł 21 stycznia 1979 roku w Garmisch-Partenkirchen, wygrywając zjazd. Wygrał także zjazd 3 marca w Lake Placid, a 20 stycznia w Kitzbühel był drugi. Dzięki temu zajął piętnaste miejsce w klasyfikacji generalnej sezonu 1978/1979 i drugie miejsce w klasyfikacji zjazdu, przegrywając tylko z Peterem Müllerem ze Szwajcarii. Najważniejszym punktem sezonu 1979/1980 były igrzyska olimpijskie w Lake Placid. Wirnsberger wziął udział tylko w zjeździe, ale zdobył za to srebrny medal. W zawodach tych rozdzielił na podium swego rodaka Leonharda Stocka oraz Kanadyjczyka Steve’a Podborskiego. Był to jego jedyny start olimpijski. Starty pucharowe rozpoczął od zwycięstwa w zjeździe 7 grudnia 1979 roku w Val d’Isère, jednak później na podium stanął jeszcze tylko 18 stycznia w Wengen, gdzie w tej samej konkurencji był trzeci. Sezon ukończył na dziewiętnastym miejscu, a w klasyfikacji zjazdu był szósty.
Przez cztery kolejne sezony Austriak nie wygrał żadnych zawodów, na podium stając łącznie cztery razy. W tym czasie wystąpił na mistrzostwach świata w Schladming, gdzie w swojej koronnej konkurencji był dwunasty. Prezentowała forma nie dała mu jednak miejsca w reprezentacji Austrii na igrzyska olimpijskie w Sarajewie rozgrywane w lutym 1984 roku. Kolejne pucharowe zwycięstwo odniósł 20 stycznia 1985 roku w Wengen, gdzie był najlepszy w zjeździe. Ponadto trzykrotnie zajmował trzecie miejsce w tej konkurencji: 15 grudnia w Val Gardena, 11 stycznia w Kitzbühel i 19 stycznia w Wengen. Dzięki temu był dziesiąty w klasyfikacji generalnej sezonu 1984/1985 oraz trzeci w zjeździe. Lepsi okazali się jedynie jego rodak Helmut Höflehner oraz Peter Müller. W 1985 roku wystąpił na mistrzostwach świata w Bormio, gdzie zjazd ukończył na szóstym miejscu. Najlepsze wyniki osiągnął jednak w sezonie 1985/1986, kiedy był ósmy w klasyfikacji generalnej, a w klasyfikacji zjazdu sięgnął po Małą Kryształową Kulę. Siedmiokrotnie stawał na podium, w tym czterokrotnie zwyciężał w zjeździe: 14 grudnia w Val Gardena, 31 grudnia w Schladming oraz 17 i 18 stycznia 1986 roku w Kitzbühel.
W kolejnych sezonach Wirnsberger nie prezentował już tak wysokiej formy, nie odnosząc kolejnych zwycięstw. Jeszcze cztery razy stanął na podium, w tym ostatni raz w karierze dokonał tego 8 grudnia 1990 roku w Val d’Isère, gdzie był trzeci w zjeździe. W klasyfikacji generalnej plasował się poza czołową dziesiątką, najlepszy wynik osiągając w sezonie 1988/1989, który ukończył na trzynastej pozycji. W międzyczasie wystąpił na mistrzostwach świata w Crans-Montana w 1987, zajmując 24. miejsce w zjeździe. W tej samej konkurencji był też ósmy na mistrzostwach świata w Vail w 1989 roku oraz dziesiąty podczas rozgrywanych dwa lata później mistrzostw świata w Saalbach-Hinterglemm. Ponadto ośmiokrotnie zdobywał medale mistrzostw Austrii, w tym srebrne w zjeździe w latach 1978, 1982, 1983 i 1986 oraz brązowe w kombinacji latach 1977 i 1978, a także w zjeździe i supergigancie w 1987 roku. W 1992 roku zakończył karierę.
W 1996 roku otrzymał Odznakę Honorową za Zasługi dla Republiki Austrii.

## Osiągnięcia

### Igrzyska olimpijskie
| Miejsce | Dzień     | Rok  | Miejscowość | Konkurencja | Czas biegu  | Strata  | Zwycięzca      |
| ------- | --------- | ---- | ----------- | ----------- | ----------- | ------- | -------------- |
| 2.      | 14 lutego | 1980 | Lake Placid | Zjazd       | 1:45,50 min | +0,62 s | Leonhard Stock |

### Mistrzostwa świata
| Miejsce | Dzień       | Rok  | Miejscowość            | Konkurencja | Czas biegu  | Strata  | Zwycięzca          |
| ------- | ----------- | ---- | ---------------------- | ----------- | ----------- | ------- | ------------------ |
| 19.     | 29 stycznia | 1978 | Garmisch-Partenkirchen | Zjazd       | 2:04,12 min | +3,56 s | Josef Walcher      |
| 2.      | 14 lutego   | 1980 | Lake Placid            | Zjazd       | 1:45,50 min | +0,62 s | Leonhard Stock     |
| 12.     | 6 lutego    | 1982 | Schladming             | Zjazd       | 1:55,10 min | +2,04 s | Harti Weirather    |
| 6.      | 3 lutego    | 1985 | Bormio                 | Zjazd       | 2:06,68 min | +1,02 s | Pirmin Zurbriggen  |
| 24.     | 31 stycznia | 1987 | Crans-Montana          | Zjazd       | 2:07,80 min | +2,90 s | Peter Müller       |
| 8.      | 6 lutego    | 1989 | Vail                   | Zjazd       | 2:10,39 min | +1,13 s | Hans-Jörg Tauscher |
| 10.     | 27 stycznia | 1991 | Saalbach               | Zjazd       | 1:54,91 min | +1,68 s | Franz Heinzer      |

### Puchar Świata

#### Miejsca w klasyfikacji generalnej
- sezon 1976/1977: 24.
- sezon 1977/1978: 17.
- sezon 1978/1979: 15.
- sezon 1979/1980: 19.
- sezon 1980/1981: 18.
- sezon 1981/1982: 23.
- sezon 1982/1983: 43.
- sezon 1983/1984: 35.
- sezon 1984/1985: 9.
- sezon 1985/1986: 8.
- sezon 1986/1987: 21.
- sezon 1987/1988: 41.
- sezon 1988/1989: 13.
- sezon 1989/1990: 39.
- sezon 1990/1991: 45.
- sezon 1991/1992: 72.

#### Zwycięstwa w zawodach
1. Garmisch-Partenkirchen – 27 stycznia 1979 (zjazd)
2. Lake Placid – 3 marca 1979 (zjazd)
3. Val d’Isère – 7 grudnia 1979 (zjazd)
4. Wengen – 20 stycznia 1985 (zjazd)
5. Val Gardena – 14 grudnia 1985 (zjazd)
6. Schladming – 31 grudnia 1985 (zjazd)
7. Kitzbühel – 17 stycznia 1986 (zjazd)
8. Kitzbühel – 18 stycznia 1986 (zjazd)

#### Pozostałe miejsca na podium
1. Garmisch-Partenkirchen – 8 stycznia 1977 (zjazd) – 3. miejsce
2. Val Gardena – 18 grudnia 1977 (zjazd) – 2. miejsce
3. Cortina d’Ampezzo – 22 grudnia 1977 (zjazd) – 3. miejsce
4. Kitzbühel – 20 stycznia 1979 (zjazd) – 2. miejsce
5. Wengen – 18 stycznia 1980 (zjazd) – 3. miejsce
6. Sankt Moritz – 21 grudnia 1980 (zjazd) – 2. miejsce
7. Kitzbühel – 17 stycznia 1981 (zjazd) – 3. miejsce
8. Sankt Anton – 31 stycznia 1981 (zjazd) – 2. miejsce
9. Wengen – 23 stycznia 1982 (zjazd) – 3. miejsce
10. Val Gardena – 15 grudnia 1984 (zjazd) – 3. miejsce
11. Kitzbühel – 11 stycznia 1985 (zjazd) – 3. miejsce
12. Wengen – 19 stycznia 1985 (zjazd) – 3. miejsce
13. Val d’Isère – 7 grudnia 1985 (zjazd) – 3. miejsce
14. Morzine – 7 lutego 1986 (zjazd) – 3. miejsce
15. Aspen – 8 marca 1986 (zjazd) – 2. miejsce
16. Laax – 4 stycznia 1987 (zjazd) – 2. miejsce
17. Laax – 6 stycznia 1989 (zjazd) – 2. miejsce
18. Kitzbühel – 14 stycznia 1989 (zjazd) – 3. miejsce
19. Val d’Isère – 8 grudnia 1990 (zjazd) – 3. miejsce